# غاو مارش براندنبورغ
تم تشكيل غاو مارش براندنبورغ في عام 1933 في البداية تحت اسم غاو كومارك في ألمانيا النازية في البداية كمنطقة داخل دولة بروسيا الحرة. في عام 1935 ، تم حل الدول المكونة لألمانيا وحل الغاو محل الولايات ومسؤولياتها. في عام 1940، تم تغيير اسم كزمارك إلى Mark Brandenburg. تم حل الغاو في عام 194 ، بعد احتلال الحلفاء السوفييت للمنطقة واستسلام ألمانيا الرسمي في عام 1945. بعد الحرب، أصبحت أراضي غاو السابقة جزءًا من ولاية براندنبورغ في ألمانيا الشرقية باستثناء واحدة من خط أودر-ايسه، الذي تم منحه لجمهورية بولندا الشعبية. وتنقسم معظم أراضيها بين ولاية براندنبورغ الألمانية ومحافظة لوبوسكي البولندية الآن.

## التاريخ
تم إنشاء نظام النازي جاو في الأصل في مؤتمر للحزب في 22 مايو 1926، من أجل تحسين إدارة هيكل الحزب. منذ عام 1933 وما بعده، بعد الاستيلاء النازي على السلطة، حل الجاو محل الولايات الألمانية كتقسيمات إدارية في ألمانيا. 
على رأس كل جاو، هناك غاوليتر ذو صلاحيات شبه مطلقة. كل غاولتير محلي غالبًا ما كان يشغل مناصب حكومية بالإضافة إلى مناصب حزبية وكان مسؤولًا، من بين أشياء أخرى، عن الدعاية والمراقبة، ومنذ سبتمبر 1944 فصاعدًا، فولكسستورم والدفاع عن الغاو.  
تم شغل منصب Gauleiter مارس براندنبورغ في الأصل من قبل فيلهلم كوبي (1933-1936)، يليه إميل ستورتز (1936-1945).  
كان محتشد اعتقال Ravensbrück ومعسكر اعتقال ساكسنهاوزن في Gau March of Brandenburg. كان Ravensbrück معسكرًا للنساء. من 132000 سجين تم إرسالهم إلى المخيم لقوا حتفهم 92,000.  من بين 200,000 سجين في Sachsenhausen 30,000 لقوا حتفهم. لكن هذا الرقم لا يشمل السجناء الذين ماتوا في طريقهم إلى المخيم أو لم يتم تسجيلهم وقتلهم عند وصولهم، معظمهم من أسرى الحرب السوفييت. 